# Push Me Pull You
Push Me Pull You é um jogo eletrônico de 2016 desenvolvido pela House House. Foi lançado para o PlayStation 4, Microsoft Windows, OS X e Linux.

## Jogabilidade
Em uma partida de Push Me Pull You, dois times de corpos parecidos com salsichas com cabeças em ambas as pontas se enfrentam em um círculo pelo controle territorial de uma bola. O jogo pode ser jogado com dois ou quatro jogadores. Há uma opção escondida para substituir as cabeças humanas por cabeças de cachorros.

## Desenvolvimento
Push Me Pull You foi desenvolvido por quatro amigos de Melbourne, Austrália, do estúdio independente House House. Eles disseram que o jogo é sobre amizade e luta. O jogo foi nomeado em homenagem à lhama de duas cabeças da série Doctor Dolittle, chamada pushmi-pullyu, e tinha o lançamento originalmente planejado para 2014. O jogo foi exibido na Game Developers Conference em 2014 e na PlayStation Experience em 2015. O jogo foi anunciado para o PlayStation 4 em novembro de 2015. Push Me Pull You foi lançado para PlayStation 4 em 3 de maio de 2016 e para Microsoft Windows, OS X e Linux em 12 de julho de 2016.

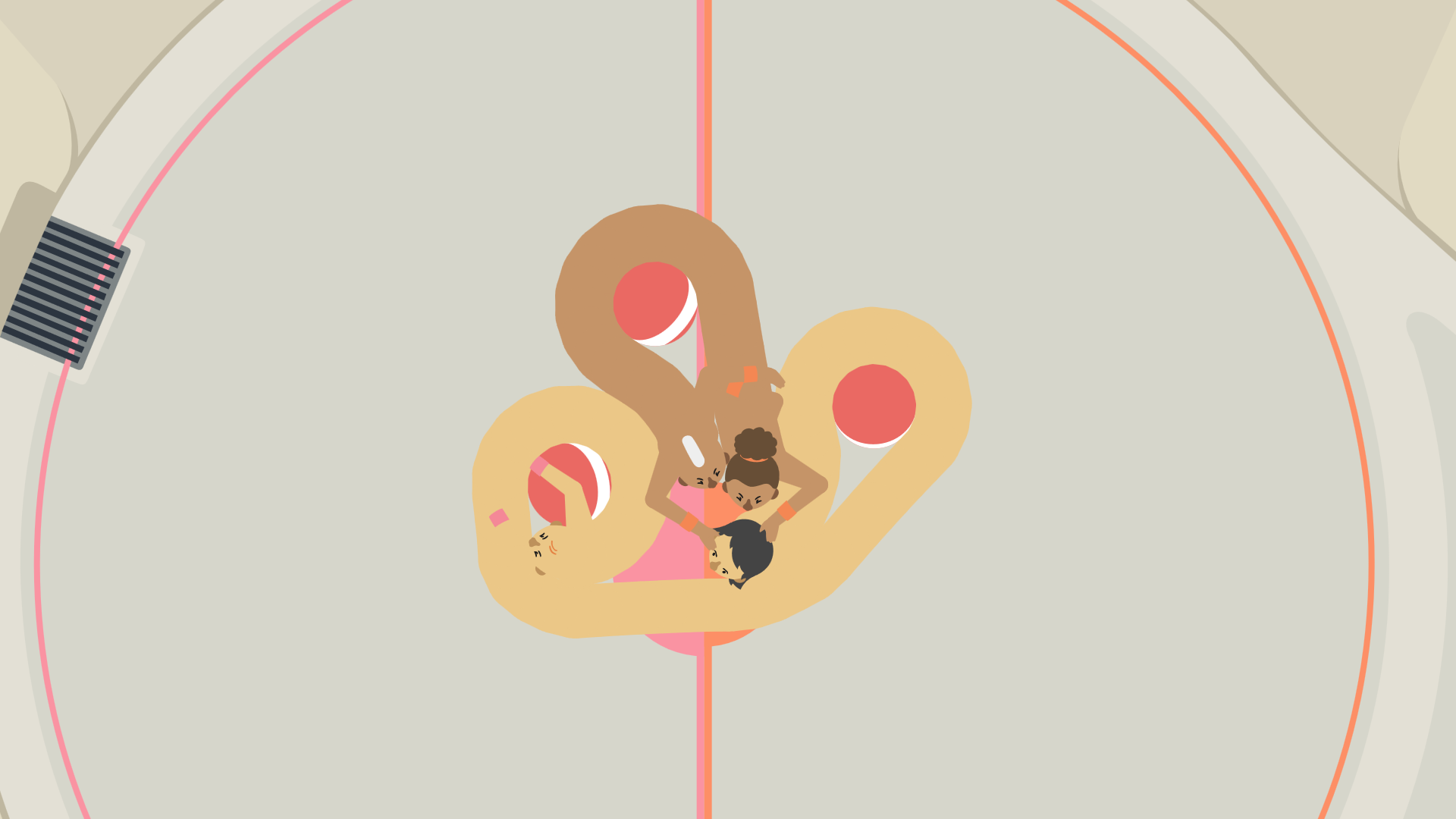
Captura de tela de uma partida de Push Me Pull You.

## Recepção
Sam Kachkovech (da Ars Technica) disse que o jogo era o melhor entre a onda contemporânea de jogos de "esportes de sofá" (jogos de multijogador não-combativo com elementos similares a antigos jogos eletrônicos de esportes). Ele adicionou que a estética do jogo o lembrava da Adult Swim. Jamin Warren (da Kill Screen) escreveu que a jogabilidade principal do jogo tinha uma "qualidade Koonsiana, sendo tanto inocente quanto grotesco". Alice O'Connor (da Rock, Paper, Shotgun) chamou o jogo de "luta de bola de David Cronenberg". Andrew Tarantola (da Engadget) comparou Push Me Pull You com uma combinação de luta greco-romana, pique bandeira, A Centopeia Humana e futebol. Megan Farokhmanesh e Allegra Frank (da Polygon) elogiou o jogo como "um dos mais rápidos, únicos e divertidos jogos"  no gênero de multijogador local. 